# 애버리지 조스 엔터테인먼트
애버리지 조스 엔터테인먼트(Average Joe's Entertainment)는 미국의 음반사로, 주로 컨트리 음악을 취급한다. 2008년 콜트 포드와 섀넌 허친스에 의해 설립되었으며, 테네시주 내슈빌에 본사가 위치한다.